# Imad Abdelaui
Imad Abdelaui –en árabe, ﻋﻤﺎﺩ ﻋﺒﺩ ﺍﻟﻼﻭﻱ– (nacido el 31 de enero de 1990) es un deportista marroquí que compite en judo. Ganó tres medallas de bronce en el Campeonato Africano de Judo entre los años 2014 y 2016.

## Palmarés internacional
| Campeonato Africano | Campeonato Africano     | Campeonato Africano | Campeonato Africano |
| Año                 | Lugar                   | Medalla             | Categoría           |
| ------------------- | ----------------------- | ------------------- | ------------------- |
| 2014                | Puerto Louis (Mauricio) | Medalla de bronce   | –90 kg              |
| 2015                | Libreville (Gabón)      | Medalla de bronce   | –90 kg              |
| 2016                | Túnez (Túnez)           | Medalla de bronce   | –90 kg              |